# Cullina
Le culline sono una famiglia di proteine scaffold idrofobiche che forniscono supporto alle ubiquitina ligasi (E3). Tutti gli eucarioti sembrano avere culline. Esse si combinano con proteine RING per formare le Cullin-RING ubiquitin ligases (CRLs) che sono molto diverse tra loro e svolgono un ruolo in una miriade di processi cellulari, in particolare la degradazione delle proteine mediante ubiquitinazione.
Il genoma umano contiene otto geni per le culline
- CUL1, parte del complesso SCF
- CUL2, parte del complesso ECS (Elongina C - CUL2 - SOCS-box)
- CUL3, parte del complesso CUL3-BTB
- CUL4A
- CUL4B
- CUL5
- CUL7
- CUL9, noto anche come PARC

Esiste anche un membro più distante, chiamato ANAPC2 (o APC2), che fa parte del complesso anafasico.
CUL1, 2, 3, 4A, 4B, 5 e 7 fanno ciascuno parte di un ubiquitina a più unità (appunto, un complesso proteico).